# Kolona (otok)
Kolona je hrid uz zapadnu obalu Istre, izneđu Rovinja i Pule.
Površina hridi je 7271 m2, duljina obalne crte 324 m, a visina 6 metara.
U Državnom programu zaštite i korištenja malih, povremeno nastanjenih i nenastanjenih otoka i okolnog mora Ministarstva regionalnoga razvoja i fondova Europske unije, svrstana je pod "manje nadmorske tvorbe (hridi različitog oblika i veličine)". Pripada Općini Balama. U blizini su rt i uzvisina Datule (24 m) i uvala Sveti Jakov.